# Papir 76
El Papir 76 (a la numeració Gregory - Aland), signat per {\displaystyle {\mathfrak {P}}} 76, és una còpia del Nou Testament en grec. És un manuscrit de papir de l'Evangeli de Joan. Els textos supervivents de Joan són els versicles 4: 9,12.
El manuscrit ha estat assignat paleogràficament al segle VI.
El text grec d’aquest còdex és mixt. Aland el va situar a la categoria III.
Actualment es troba a l’ Österreichische Nationalbibliothek (Pap. Vindob. G. 36102) a Viena.